# アンジェラ・フォン
アンジェラ・マリー・フォン（Angela Marie Fong、1985年2月3日 - ）は、中国系カナダ人のプロレスラー。ブリティッシュコロンビア州バンクーバー出身。WWEではサバンナ（Savannah）のリングネームで活動していた。

## 来歴
FCWに2008年から参戦後、2009年よりECWのバックステージインタビュアーを担当。ローレン・C・メイヒューがリリースされた後に、ECWのリングアナウンサーとなった。
ECWの終了後に新設されたNXTでも引き続きリングアナウンサーを務めたが、2010年6月にWWEをリリースされた。
その後、各インディ団体に参戦。9月にグラウンド・ブレーキング・プロレスリング（Ground Breaking Pro Wrestling）に出場し、初代GBPW女子王者となった。

## 得意技
- サケ・ボム
- ヘッドシザーズ・ホイップ

## 獲得タイトル
- クイーン・オブ・FCW : 1回
- GBPW女子王座 : 1回